# NGC 312
NGC 312 (другие обозначения — ESO 151-6, AM 0054-530, PGC 3343) — эллиптическая галактика (E2) в созвездии Феникс.
По оценкам, расстояние до млечного пути 353 миллионов световых лет, диаметр около 150 000 световых лет.
В той же области неба находятся NGC 323 и NGC 328.
Объект был обнаружен 5 сентября 1836 года британским астрономом Джоном Фредериком Уильямом Гершелем.
Этот объект входит в число перечисленных в оригинальной редакции «Нового общего каталога».